# 넬리 작스

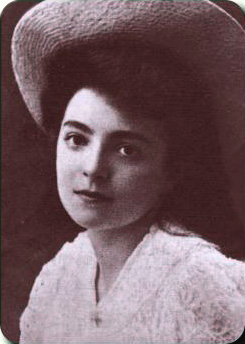
넬리 작스 (1910년)

넬리 작스(Nelly Sachs, 본명 레오니 작스(Leonie Sachs), 1891년 12월 10일 ~ 1970년 5월 12일)는 독일계 스웨덴의 시인·극작가다. 주로 독일어로 작품을 썼다. 1966년 노벨문학상을 받았다.

## 생애
유대인으로 독일 베를린에서 태어났다. 공장주인 아버지의 서재에 파묻혀 어려서부터 모든 시대의 민담과 동화를 읽고 문학적 소양을 키운 작스는 낭만주의 작가의 작품과 동방의 지혜까지 섭렵했다. 17세 때부터 시작활동을 시작했다. 1933년 독일의 유대인 학살의 공포 분위기에 위축되어 공포와 불안의 시절을 보내다가, 스웨덴으로 이주해 정착하여 다시는 독일 땅을 밟지 않았다.

## 작품
시집으로는 《죽음의 집에서》(1947년), 《성식》(星蝕, 1949년), 《이상향으로의 행진》(1960년) 등이 있고 1966년 노벨 문학상을 수상하는데 영향을 준 시극 《엘리》(1962년)가 있다. 스웨덴 한림원은 "탁월한 감동으로 이스라엘의 운명을 풀어냈다"고 선정사유를 밝혔다.

《그리고 아무도 더 이상 모른다》(1957년), 《그러나 이 태양도 역시 고향이 없다》(1957년), 《피란과 방황》(1959년), 《모래 속의 미소》(1964년) 등의 희곡도 썼다. 특히 《엘리》는 〈이스라엘의 고민을 그린 신비극〉이란 부제가 달려 있는데 시간과 장소, 클라이맥스와 사건 등이 무시된 채, 유대인의 정감이 자유스런 형식에 담겨 있는 환상적 작품이다.

## 같이 보기
- 여자 노벨상 수상자 목록

## 참고 문헌
- 이 문서에는 다음커뮤니케이션(현 카카오)에서 GFDL 또는 CC-SA 라이선스로 배포한 글로벌 세계대백과사전의 내용을 기초로 작성된 글이 포함되어 있습니다.